# Saint-Jean-de-la-Neuville
Saint-Jean-de-la-Neuville település Franciaországban, Seine-Maritime megyében. Lakosainak száma 664 fő (2022. január 1.). Saint-Jean-de-la-Neuville Beuzeville-la-Grenier, Bolbec, Mirville, Nointot, Parc-d’Anxtot, Saint-Eustache-la-Forêt, Saint-Gilles-de-la-Neuville és Les Trois-Pierres községekkel határos.

## Népesség
A település népessége az elmúlt években az alábbi módon változott:
| Lakosok száma | 552  | 540  | 573  | 587  | 610  | 610  | 624  | 662  | 664  |
|               | 2013 | 2015 | 2016 | 2017 | 2018 | 2019 | 2020 | 2021 | 2022 |